# Armand-Louis Couperin
Armand-Louis Couperin, (París, 25 de febrer, 1727 - Idem. 2 de febrer, 1789),fou un organista i compositor francès de la famosa família Couperin, els dos membres més famosos de la qual van ser el seu besoncle Louis Couperin i el seu cosí. François conegut com "el gran". Era fill de Nicolas Couperin (1680-1748), ell mateix fill de François Couperin el Vell, que era germà de Louis i Charles, pare de l'esmentat François.

## Biografia
La seva mare va morir quan ell només tenia 17 mesos i va ser criat pel seu pare, cosí germà de François i successor d'aquest a la tribuna de Saint-Gervais. La professió de músic es va imposar en una família així. El 1752 es va casar amb Élisabeth-Antoinette Blanchet, filla de François-Étienne Blanchet, clavicèmbal a la cort de Lluís XV. Van gaudir d'una vida tranquil·la i feliç i junts van tenir tres fills que es van convertir tots en músics: Pierre-Louis, Gervais-François i Antoinette-Victoire.
Va succeir al seu pare Nicolas Couperin, quan aquest va morir el 1748, a l'orgue de l'església de Saint-Gervais de la qual els Couperin van ser titulars durant més de dos segles des de Lluís -cap al 1650- fins que la seva descendència Céleste-Thérèse va morir el 1860. El seu successor en aquest càrrec havia de ser el seu fill Pierre-Louis Couperin que va morir el mateix any que el seu pare. Per tant, l'encàrrec va ser al fill petit, Gervais-François Couperin.

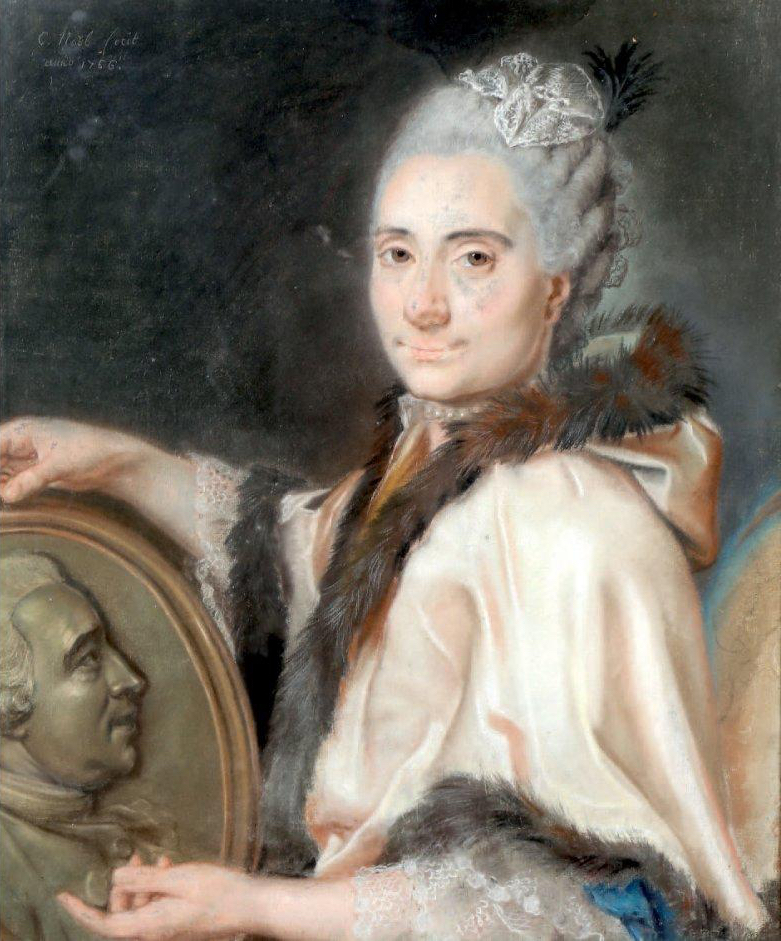
esposa de d'Armand-Louis Couperin

Va combinar aquest càrrec amb molts d'altres: Saint-Barthélemy, Saint-Jean-en-Grève, el convent carmelita, Sainte-Chapelle, Sainte-Marguerite, un semestre a la Chapelle Royale, un quarter a Notre-Dame. En conseqüència, va haver de ser assistit per membres de la seva família (la seva dona, ella mateixa una excel·lent músic, o un dels seus fills). Era amic de Claude Balbastre, el seu col·lega a Notre-Dame. A casa seva tenia un orgue, un regal, dos clavicèmbals, un dels quals tenia un mecanisme "per graduar els sons", un piano anglès, una gran espineta, una petita octava, un clavicèmbal, un violoncel, una quinta i tres violins. A més de la música, era un amant dels llibres i posseïa 885 llibres en el moment de la seva mort.
Va morir accidentalment el 2 de febrer de 1789, després de ser assolit per un cavall boig que n'havia descavalcat el genet, mentre anava de la Sainte-Chapelle a Saint-Gervais.

## Obra
L'obra d'Armand-Louis Couperin és relativament minsa: es va dedicar principalment a l'orgue del qual va ser un virtuós reconegut i un talentós improvisador. No obstant això, només va deixar dues peces per a aquest instrument, òbviament escrites originalment per al clavicèmbal. A diferència de molts dels seus contemporanis, es va mantenir lligat a la gran tradició francesa i el musicògraf Charles Burney, durant una visita a París el 1770, va informar que "el seu estil no és tan modern com podria ser".

## Obra (selecció
- 3 cantatilles (perdudes): Le Printemps, la Jeunesse, la Vieillesse
- L'Amour Médecin, cantatille per a soprano, 2 violins i baix, 1750
- Pièces de Clavecin, opus I, 1751
- 6 Sonates en Pièces de Clavecin amb Violí, opus II, 1765
- 3 Sonates en trio, opus III (clavicèmbal, violí i violoncel), 1770
- 3 Quatuors à deux clavecins, vers 1773
- Symphonie de clavecins, 1773 u 1774
- La Chasse, rondeau en re major per a clavicèmbal u orgue.
- Dialogue entre le chalumeau et le basson amb acompanyament de flauta al teclat des de dalt, per a clavicèmbal o orgue, 1775

en l'aire «Vous l'ordonnez» (Je suis Lindor), del Barbier de Séville de Beaumarchais, 1775
Aria con Variazione, 1781
en l'aire de «Richard Cor-de-Lleó» de Grétry, 1784
Diversos motets, dels quals només en queda un Élévation ou Mottet au Saint Sacrement à 3 voix et b. c. de 1787.

## Peces de clavecí (1751)
Dedicades a Victòria Lluïsa de França
| - La Victoire - Allemande - Courante, La de Croissy - Les Cacqueteuses - La Grégoire - L'Intrépide - Premier menuet, deuxième menuet - L'Arlequine ou la Adam, rondeau - La Blanchet - La de Boisgelou - La Foucquet - La Sémillante ou la Joly - La Turpin | - Première gavotte, seconde gavotte - Premier menuet, second menuet - La du Breüil - La Chéron - L'Affligée - L'Enjouée - Les tendres Sentiments - Rondeau gracieux - Les Quatre NationsL'Italienne L'Angloise, rondeau L'Allemande La Françoise |

## Discografia
- Pièces de clavecin, Christophe Rousset, clavicèmbal. 2 CD Aparté 2020